# 杰夫·斯托克
杰夫·斯托克（英語：Jeff Stork，1960年7月8日—），美国男子排球运动员。他曾代表美国国家队参加1988年、1992年和1996年夏季奥林匹克运动会排球比赛，获得一枚金牌和一枚铜牌。